# Geosesarma ianthina
Geosesarma ianthina is een krabbensoort uit de familie van de Sesarmidae. De wetenschappelijke naam van de soort is voor het eerst geldig gepubliceerd in 1985 door Pretzmann.